# Сен-Бенуа (Ен)
Сен-Бенуа́ (фр. Saint-Benoît) — колишній муніципалітет у Франції, у регіоні Овернь-Рона-Альпи, департамент Ен. Населення — 792 осіб (2011).
Муніципалітет був розташований на відстані близько 430 км на південний схід від Парижа, 60 км на схід від Ліона, 65 км на південний схід від Бург-ан-Бресса.

## Історія
До 2015 року муніципалітет перебував у складі регіону Рона-Альпи. Від 1 січня 2016 року належав до нового об'єднаного регіону Овернь-Рона-Альпи.
1 січня 2016 року Сен-Бенуа і Гроле було об'єднано в новий муніципалітет Гроле-Сен-Бенуа.

## Демографія
Динаміка населення (INSEE і Cassini ):
Розподіл населення за віком та статтю (2006):
| Стать | Всього | До 15 років | 15-24 | 25-44 | 45-64 | 65-85 | Понад 85 |
| --- | ------ | ----------- | ----- | ----- | ----- | ----- | -------- |
| Чоловіки | 392    | 106         | 43    | 85    | 94    | 56    | 8        |
| Жінки | 326    | 56          | 46    | 79    | 89    | 48    | 8        |
| \| Статево-вікова піраміда \| Статево-вікова піраміда \| Статево-вікова піраміда \| \| ----------------------- \| ----------------------- \| ----------------------- \| \| Чоловіки \| Вік \| Жінки \| \| 8 \| 85 + \| 8 \| \| 12 \| 80-84 \| 12 \| \| 20 \| 75-79 \| 8 \| \| 16 \| 70-74 \| 12 \| \| 8 \| 65-69 \| 16 \| \| 20 \| 60-64 \| 16 \| \| 20 \| 55-59 \| 23 \| \| 27 \| 50-54 \| 23 \| \| 27 \| 45-49 \| 27 \| \| 23 \| 40-44 \| 20 \| \| 23 \| 35-39 \| 12 \| \| 16 \| 30-34 \| 31 \| \| 23 \| 25-29 \| 16 \| \| 27 \| 20-24 \| 23 \| \| 16 \| 15-20 \| 23 \| \| 27 \| 10-14 \| 16 \| \| 20 \| 5-9 \| 20 \| \| 59 \| 0-4 \| 20 \| |        |             |       |       |       |       |          |
| Статево-вікова піраміда |        |             |       |       |       |       |          |
| Чоловіки | Вік    | Жінки       |       |       |       |       |          |
| 8 | 85 +   | 8           |       |       |       |       |          |
| 12 | 80-84  | 12          |       |       |       |       |          |
| 20 | 75-79  | 8           |       |       |       |       |          |
| 16 | 70-74  | 12          |       |       |       |       |          |
| 8 | 65-69  | 16          |       |       |       |       |          |
| 20 | 60-64  | 16          |       |       |       |       |          |
| 20 | 55-59  | 23          |       |       |       |       |          |
| 27 | 50-54  | 23          |       |       |       |       |          |
| 27 | 45-49  | 27          |       |       |       |       |          |
| 23 | 40-44  | 20          |       |       |       |       |          |
| 23 | 35-39  | 12          |       |       |       |       |          |
| 16 | 30-34  | 31          |       |       |       |       |          |
| 23 | 25-29  | 16          |       |       |       |       |          |
| 27 | 20-24  | 23          |       |       |       |       |          |
| 16 | 15-20  | 23          |       |       |       |       |          |
| 27 | 10-14  | 16          |       |       |       |       |          |
| 20 | 5-9    | 20          |       |       |       |       |          |
| 59 | 0-4    | 20          |       |       |       |       |          |

## Економіка
2010 року серед 473 осіб працездатного віку (15—64 років) 349 були активними, 124 — неактивними (показник активності 73,8%, у 1999 році було 76,7%). З 349 активних мешканців працювало 316 осіб (172 чоловіки та 144 жінки), безробітними було 33 (13 чоловіків та 20 жінок). Серед 124 неактивних 33 особи були учнями чи студентами, 54 — пенсіонерами, 37 були неактивними з інших причин.

У 2010 році в муніципалітеті числилось 316 оподаткованих домогосподарств, у яких проживали 734,0 особи, медіана доходів виносила 18 701 євро на одного особоспоживача